# Bilosirka (Kremenez)
Bilosirka (ukrainisch Білозірка; russisch Белозирка Belosirka, polnisch Białozórka) ist ein Dorf in der ukrainischen Oblast Ternopil mit etwa 1100 Einwohnern (2001).

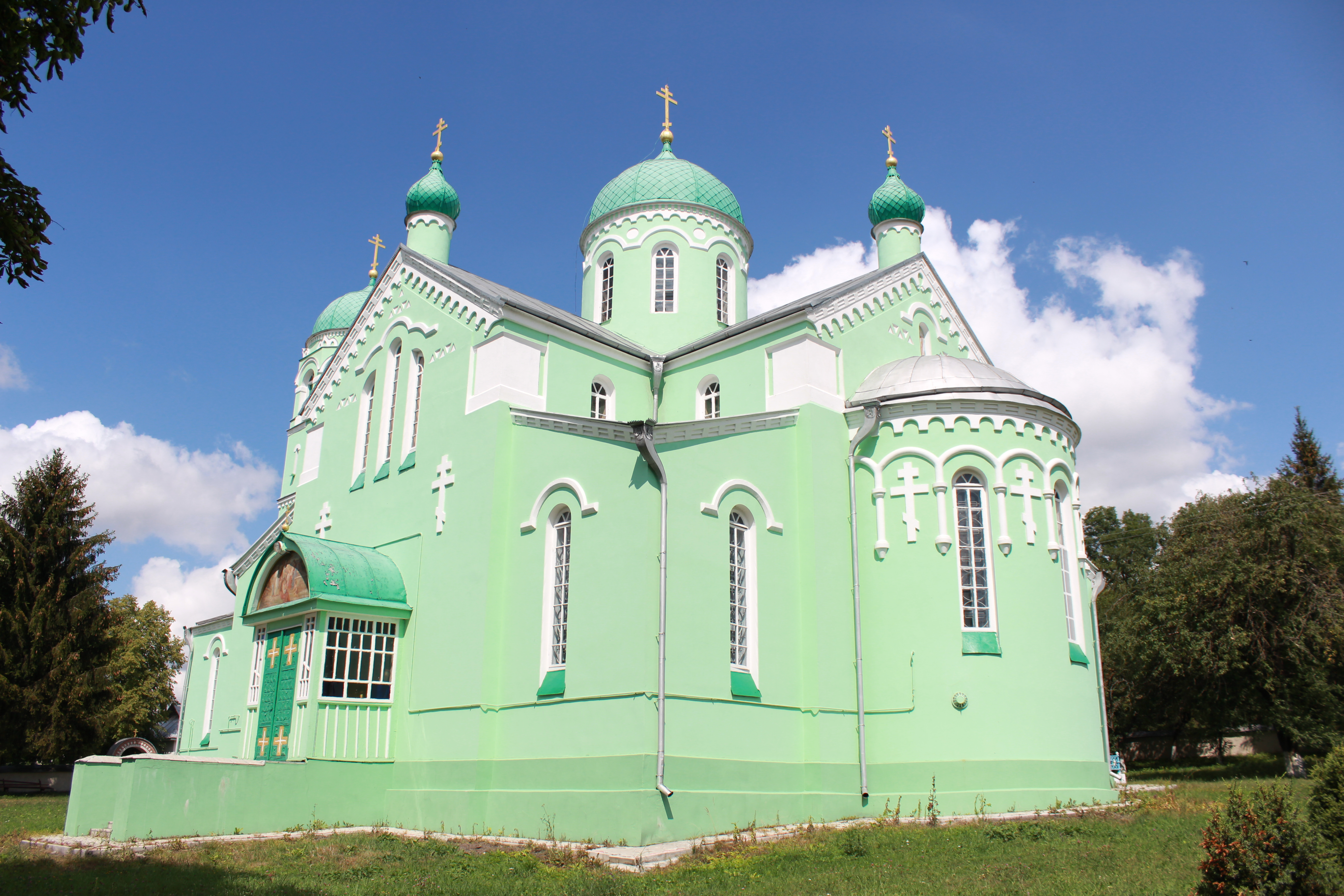
St.-Michael-Kirche im Dorf

Das erstmals 1545 schriftlich erwähnte Dorf liegt am Ufer der Samez (Самець), einem 24 km langen, rechten Nebenfluss des Sbrutsch, 18 km südöstlich vom ehemaligen Rajonzentrum Laniwzi und 60 km nordöstlich vom Oblastzentrum Ternopil.
Am 12. Juni 2020 wurde das Dorf ein Teil der Stadtgemeinde Laniwzi im Rajon Laniwzi; bis dahin bildete es zusammen mit dem Dorf Schuschkiwzi (Шушківці) die Landratsgemeinde Bilosirka (Білозірська сільська рада/Bilosirska silska rada) im Südosten des Rajons Laniwzi.
Am 17. Juli 2020 wurde der Ort Teil des Rajons Kremenez.